# Lisa Holm Sørensen (golfspiller)
Lisa Holm Sørensen (født 29. september 1982), dansk professionel golfspiller. 
Sørensen har siden 2005 deltaget på Ladies European Tour.